# Bălăbănești (Galați)
Pour les articles homonymes, voir Bălăbănești.
Bălăbănești est une commune du județ de Galați en Roumanie.